# David Murray (Jazzmusiker)

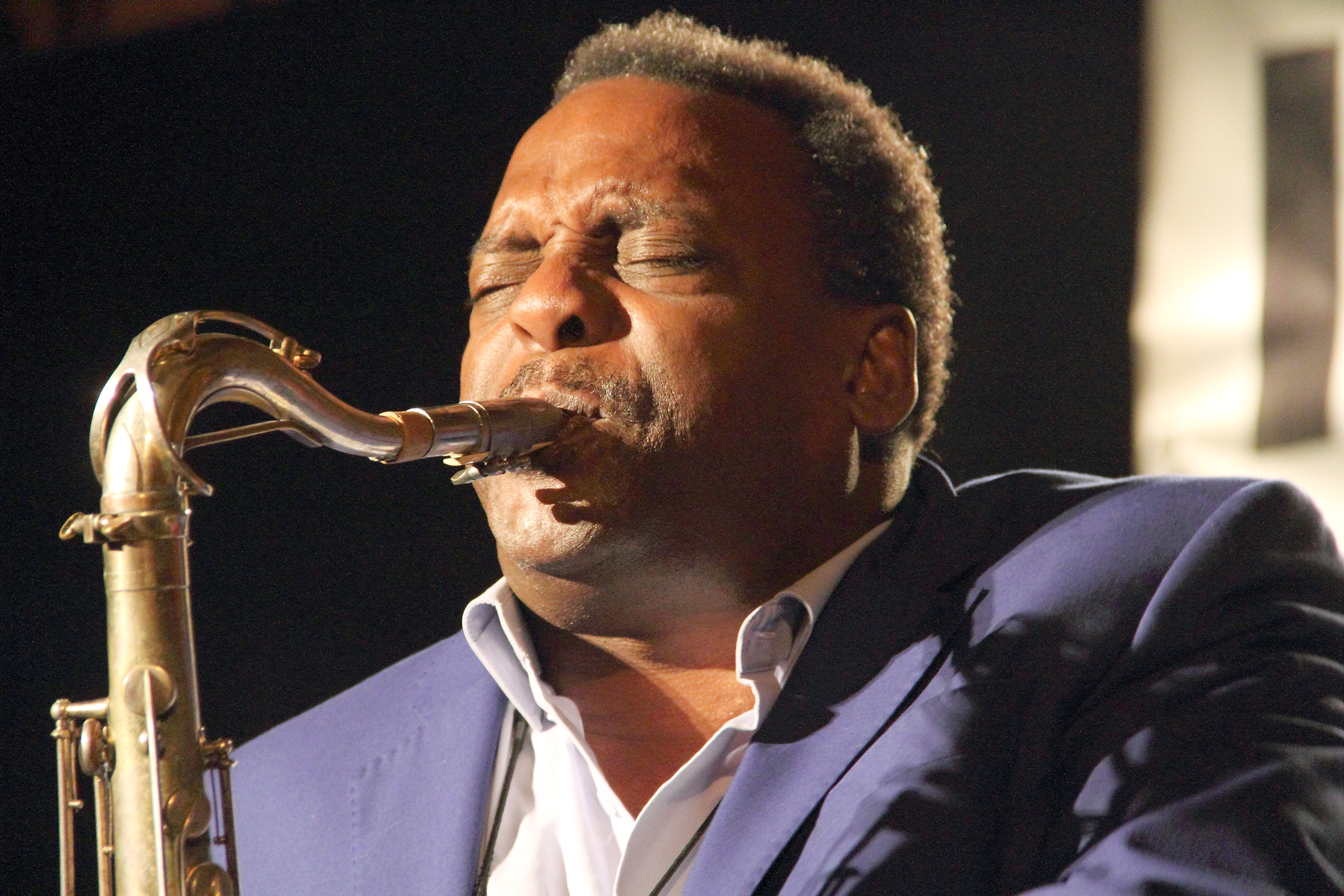
David Murray Class Struggle auf dem INNtöne Jazzfestival 2018

David Murray (* 19. Februar 1955 in Oakland, Kalifornien) ist ein US-amerikanischer Tenorsaxophonist, Bassklarinettist, Komponist und Bandleader des Jazz.

## Leben und Wirken
David Murrays Mutter war eine angesehene Gospel-Pianistin. Murray war acht Jahre alt, als er Altsaxophon zu spielen begann und in der Familienband der Murrays Gottesdienste begleitete. Mit zwölf Jahren spielte er in einer Rhythm-&-Blues-Band, mit fünfzehn leitete er ein Orgel-Trio in der damals populären Besetzung aus Orgel, Saxophon und Schlagzeug. In dieser Zeit wechselte Murray – inspiriert von Sonny Rollins – zum Tenorsaxophon.

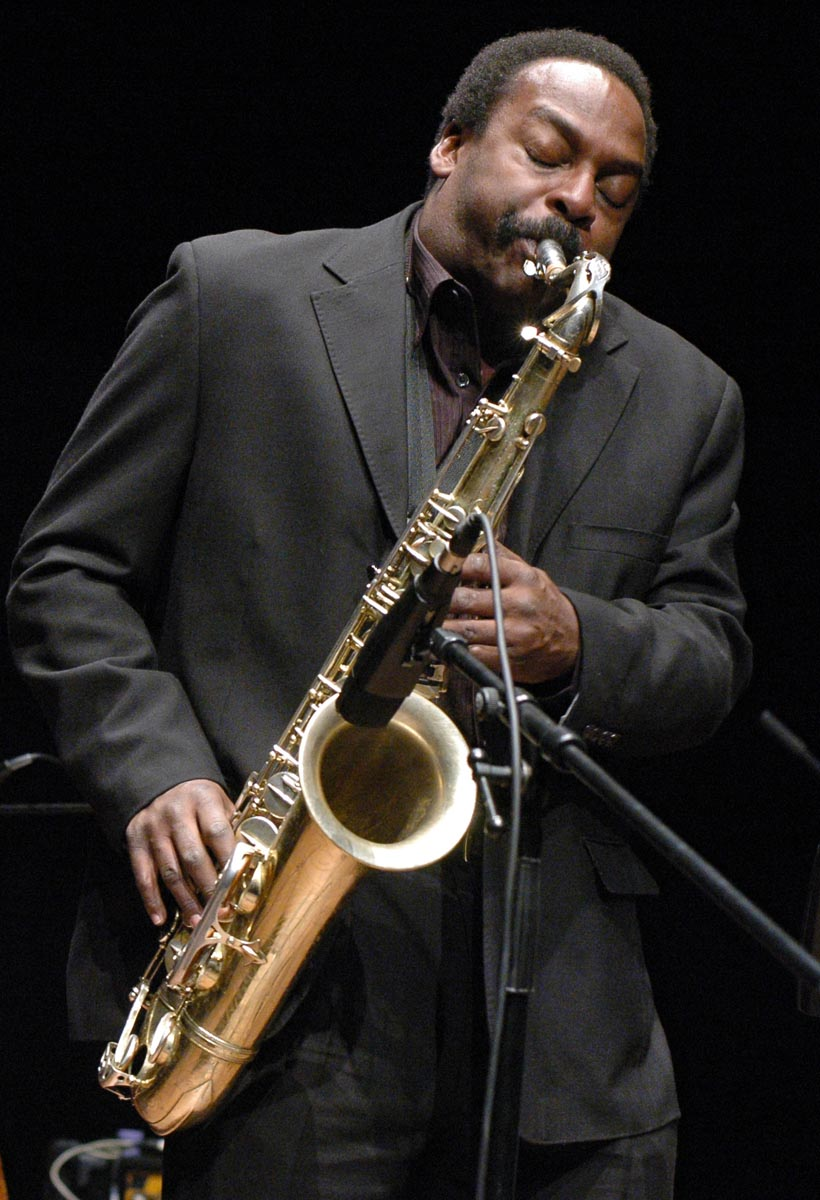
David Murray, Berlin 2014

1975 übersiedelte er nach New York, wo er durch Stanley Crouch, der ihn als Nachfolger von John Coltrane aufbauen wollte, Anschluss an die Loft-Jazz-Szene fand (Wildflowers – The New York Jazz Loft Sessions 1976). Er spielte u. a. mit Cecil Taylor und Anthony Braxton. 1976 nimmt er für das unabhängige Label India Navigation sein Debütalbum Flowers for Albert auf, das noch ganz unter dem Einfluss Albert Aylers und dessen eruptiven Klangströmen steht. Im selben Jahr gründete er das World Saxophone Quartet. International tourte er zunächst mit Sunny Murray und mit Johnny Dyani sowie James Blood Ulmer. In den 1980er Jahren findet sein Spiel zurück zu Songformen und erkennbaren melodischen Figuren. Ein Schlüsselalbum für seinen Neoklassizismus ist das 1980 erschienene Album Ming, auf dem Murray erstmals sein Oktett vorstellte, das wesentlich aus Musikern bestand, mit denen er bereits in Kalifornien zusammenspielte, und mit dem er eine große Beachtung fand. Auf dem Album Home (1982) verschmilzt, „was die schwarze Musik an großen Klängen hervorgebracht hat: Gospel-Sounds, Free Jazz, Afro-Karibisches, archaischer Blues, Soul.“
Zwischen 1983 und 1987 war er auch in Projekten von Kip Hanrahan zu hören. 1993 spielte er im Duett mit Branford Marsalis auf Fast Life. Sein New Yorker Quartett sowie das Trio ist neben dem World Saxophone Quartet und zahlreichen Aktivitäten im World-Jazz-Bereich für ihn ein wichtiges Standbein geblieben.
Seit Mitte der 1990er Jahre lebt Murray in Paris mit seiner Lebensgefährtin. 1991 wurde ihm der hochdotierte dänische Jazzpar-Preis verliehen; er spielte dazu mit dem New Jungle Orchestra von Pierre Dørge zusammen eine Platte ein.
Sein Sohn Mingus Murray ist Gitarrist und Singer-Songwriter.

## Stil

David Murray, Amsterdam 1980

David Murray beherrscht die Spieltechniken der Jazzavantgarde und integriert in sein eigenwilliges, sehr charakteristisches Saxophon- und Bassklarinettenspiel Elemente und Techniken aus allen Stilrichtungen des Jazz – Vibrato, Subtone aus dem Swing, Phrasierung aus Blues, Funk, Hardbop und freieren Stilrichtungen. Besonders auffällig ist die meisterhafte und sehr kontrollierte Verwendung von Obertönen, die weit über den „normalen“ Tonumfang des Tenorsaxophons und der Bassklarinette hinausreichen. Hinzu kommt die Integration des überblasenen Saxophonspiels eines Albert Aylers, das Murray schrittweise melodisiert und tonal stimmig gemacht hat. Im Laufe der 1980er Jahre wurde sein Spiel gebundener und strukturierter: „Die selbstverständliche Lockerheit, mit der er Polytonalität erreicht, und seine Meisterschaft in der freien Behandlung kontrapunktischer Ideen kommen aus den Gospel-Gemeinden – der Free Jazz spielt hier nur die Rolle des verstärkenden Elements.“
Trotz anfänglicher Experimente im Avantgarde-Bereich ist für Murray neben Albert Ayler der Ellington-Saxophonist Paul Gonsalves, den er sehr bewundert und für unterschätzt hält, der wichtigste Einfluss, außerdem Ben Webster und Lester Young. David Murray tat sich als Arrangeur und Komponist von Stücken für sein Oktett hervor; seine Kompositionen Home-Scope und 3 D Family hat er wiederholte Male eingespielt.

## Diskografie (Auswahl)
Das Werk David Murrays gehört zu den umfangreichsten im Modern Jazz; der Penguin Guide to Jazz on CD von Richard Cook und Brian Morton listet allein für den Zeitraum von 1975 bis 2001 dreiundsechzig Alben auf, die der Saxophonist als Bandleader veröffentlichte; hinzu kommen zahlreiche Alben mit dem World Saxophone Quartet und Aufnahmen als Sideman.
Duo und Trio-Aufnahmen
- Sweet Lovely (Black Saint, 1979) mit Fred Hopkins, Steve McCall
- The Hill (Black Saint, 1986) mit Richard Davis, Joe Chambers
- The Long Goodbye (DIW, 1996)
- Tea for Two (Fresh Sound Records) mit Georges Arvanitas
- Real Deal (DIW, 1991) mit Milford Graves
- Perfection (201&), mit Geri Allen & Terri Lyne Carrington
- Cherry – Sakura (Intakt, 2017), mit Aki Takase
- Seriana Promethea (Intakt, 2022), mit Hamid Drake, Brad Jones

Quartett-Aufnahmen

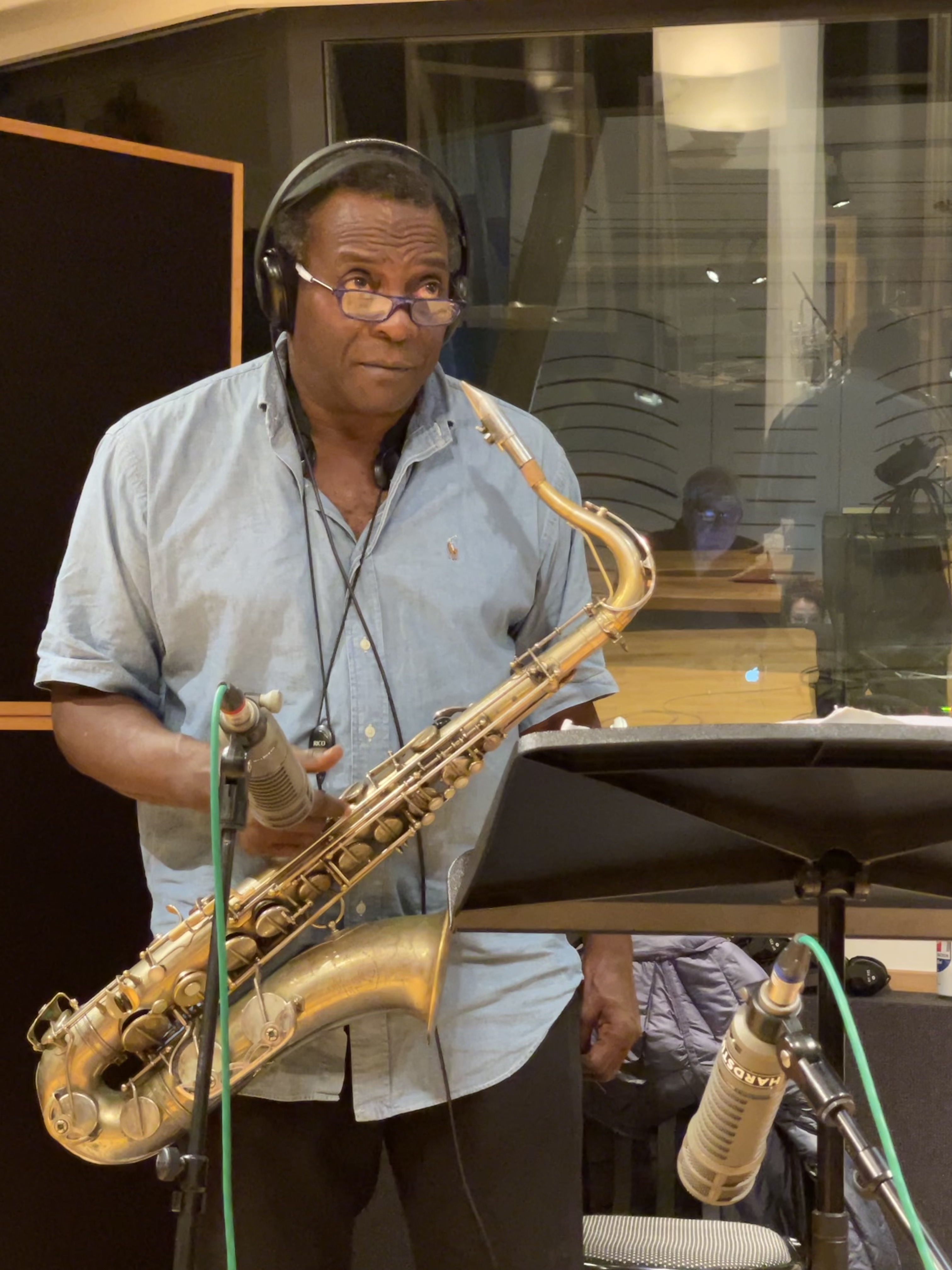
David Murray (2021)

- I Want to Talk About You (Black Saint, 1986) mit John Hicks, Ray Drummond, Ralph Peterson
- Tenors (DIW, 1988) mit6 Dave Burrell, Fred Hopkins, Ralph Peterson
- Ballads (DIW, 1988), Lovers (DIW, 1988) dto.
- Ming’s Samba (Porträt, 1988)
- Special Quartet (DIW, 1990) mit McCoy Tyner, Fred Hopkins, Elvin Jones
- Ballads for Bass Clarinet (DIW, 1991) mit John Hicks, Ray Drummond, Idris Muhammad
- Fast Life (DIW, 1991) mit John Hicks, Ray Drummond, Idris Muhammad, und Gast Branford Marsalis
- Live in Berlin – Black Saint Quartet (Jazzwerkstatt 2008) mit Lafayette Gilchrist, Jaribu Shahid, Hamid Drake
- David Murray Infinity Quartet: Be My Monster Love (Motema, 2013) mit Gregory Porter
- Francesca (Intakt, 2024)
- Birdly Serenade (Impulse!/Universal, 2025)[10]

Oktett- und Big-Band-Aufnahmen
- Ming (Black Saint, 1980)
- Home (Black Saint, 1981)
- Murray's Steps (Black Saint, 1982) mit Henry Threadgill
- David Murray Big Band Conducted by Lawrence „Butch“ Morris (DIW, 1991)
- The Jazzpar Prize (Enja, 1992) mit Pierre Dørge, Harry Beckett, Horace Parlan
- South of the Border (DIW, 1992) mit John Purcell, Don Byron
- Octet Plays Trane (JustinTime, 1999) mit Craig Harris, James Spaulding
- Now Is Another Time (JustoinTime, 2002) mit Hugh Ragin, Hamiet Bluiett & Latin-Ensemble

Aufnahmen als Sideman
- D. D. Jackson: Paired Down (Justin Time, 1997)
- Jack DeJohnette: Special Edition (ECM, 1979)
- Kahil El’Zabar: One World Family (CIMP, 2000)
- John Hicks: Sketches of Tokyo (DIW, 1985)
- D. D. Jackson: Paired Down, Vol. 1 & 2 (JustinTime, 1996/97)
- Jon Jang: Two Flowers on a Stem (Soul Note, 1995)
- Big Band Charles Mingus: Live at Theatre Boulogne-Billancourt (Soul Note, 1988)

## Film
- David Murray - I am a Jazzman. Dokumentation, Frankreich, 2008, 54 Min., Regie: Jacques Goldstein, Produktion: arte France, deutsche Erstausstrahlung: 31. August 2009, Inhaltsangabe von arte